# Manuel Vázquez Hueso
Manuel Vázquez Hueso (Churriana de la Vega, Granada, 31 de marzo de 1981) es un ciclista español.
En su palmarés amateur destaca la victoria en la primera Copa de España de ciclismo. Debutó como ciclista profesional en la temporada 2006 con el equipo Andalucía-Paul Versán predecesor del Andalucía-Cajasur.
En abril de 2010 dio positivo por EPO en un control antidopaje realizado el 20 de marzo de ese mismo año. Fue apartado del equipo Andalucía-CajaSur a la espera del contraanálisis.

## Palmarés
2006
- 1 etapa de la Vuelta a La Rioja

2007
- Vuelta al Alentejo, más 1 etapa

2008
- 1 etapa de la Vuelta a la Comunidad Valenciana
- 1 etapa del Regio-Tour

## Resultados en Grandes Vueltas
| Carrera | Carrera         | 2006 | 2007 | 2008 | 2009 |
| ------- | --------------- | ---- | ---- | ---- | ---- |
|         | Giro de Italia  | —    | —    | —    | —    |
|         | Tour de Francia | —    | —    | —    | —    |
|         | Vuelta a España | —    | 49.º | —    | 15.º |

—: no participa

Ab.: abandono

## Equipos
- Andalucía (2006-2007)
  - Andalucía-Paul Versán (2006)
  - Andalucía-CajaSur (2007)
- Contentpolis-Murcia (2008-2009)
- Andalucía-CajaSur (2010)